# جيورجيي هريستوف
جيورجيي هريستوف (بالمقدونية: Ѓорѓи Христов)‏ هو لاعب كرة قدم شمال مقدوني في مركز الهجوم، ولد في 30 يناير 1976 في بيتولا في مقدونيا الشمالية. شارك مع منتخب مقدونيا الشمالية لكرة القدم. أما مع النوادي، فقد لعب مع أولمبياكوس نيقوسيا وإن إي سي نيميخن وبي إي سي زفوله ودونفرملين أثلتيك ودين بوستش ونادي بارتيزان ونادي بارنسلي ونادي باكو ونادي بيليستر ونادي دبرتسني ونادي هبوعيل نوف هجليل ونادي يوفاسكولا.

## وصلات خارجية
- جيورجيي هريستوف على موقع الاتحاد الدولي (مؤرشف)  (الإنجليزية)
- جيورجيي هريستوف على موقع الاتحاد الأوربي (الإنجليزية)
- جيورجيي هريستوف على موقع قاعدة بيانات كرة القدم.إي يو (الإنجليزية)
- جيورجيي هريستوف على موقع ناشيونال فوتبول تيمز (الإنجليزية)
- جيورجيي هريستوف على موقع Soccerway.com (الإنجليزية)
- جيورجيي هريستوف على موقع عالم كرة القدم.نت (الإنجليزية)